# Indianie Ameryki Południowej

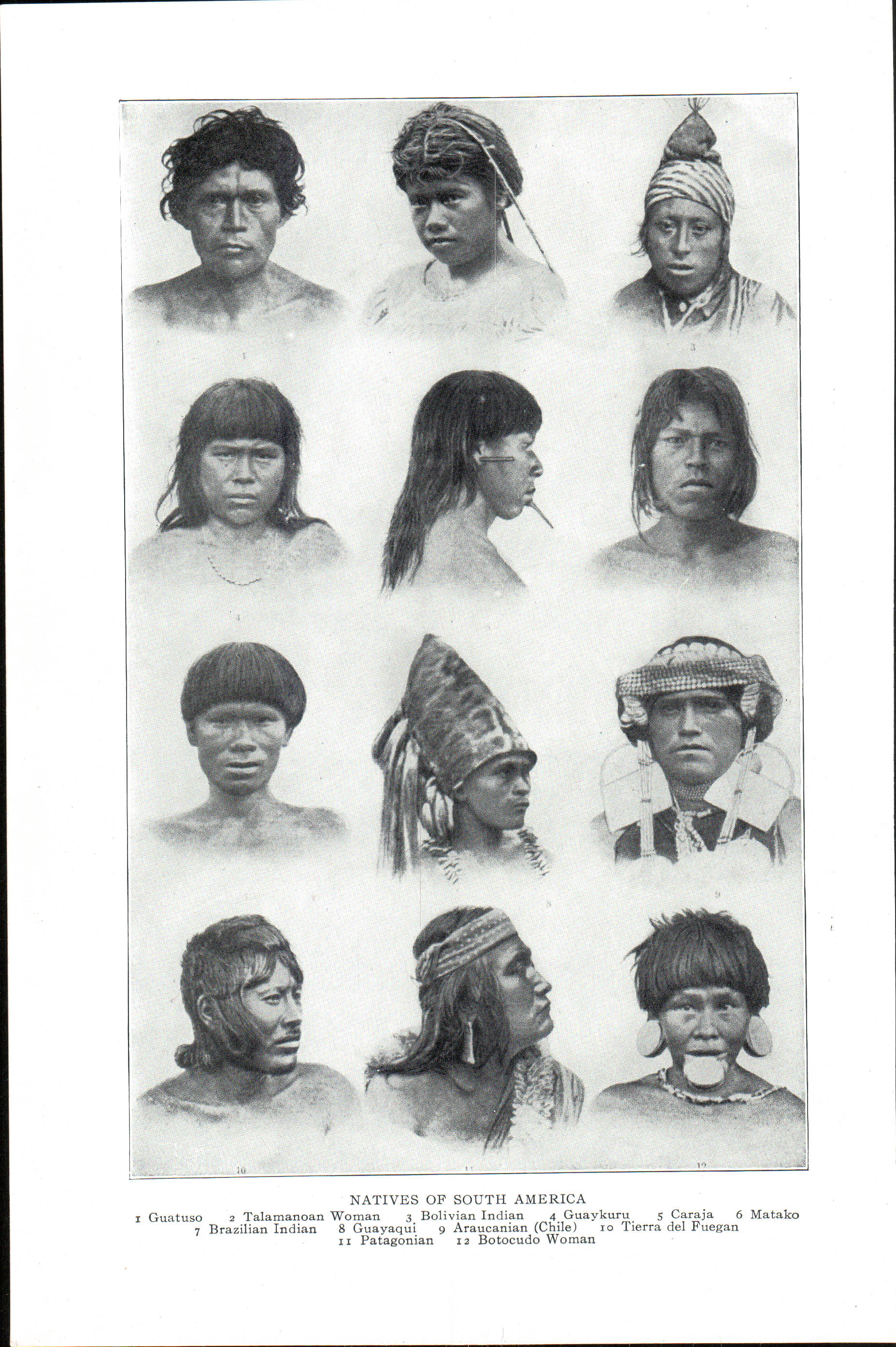
Autochtoniczna ludność Ameryki Południowej

Indianie Ameryki Południowej – autochtoniczna ludność Ameryki Południowej, to znaczy ludność, która zamieszkiwała te obszary długo przed początkiem kolonizacji europejskiej (konkwisty).
Indian Ameryki Południowej grupuje się według języków, środowiska zamieszkania i podobieństw kulturowych.

## Przykładowy podział i wybrane plemiona
- północ
  - Arawak
  - Kagaba
- andyjscy
  - Keczua
  - Ajmara
  - Uru
- sub-andyjscy
  - Pano
  - Jiwaro
- amazońscy – zachodnia Amazonka
  - Tukano
  - Pirahã
- amazońscy – środkowa Amazonka
  - Tupi
- amazońscy – wschodnia i południowa Amazonka
  - Ge
  - Tupi
  - Guarani
- południe
  - Araukanie
  - Puelcze
  - Tehuelcze
  - Yahgan (Yamana)
  - Ona (Selk'nam)
  - Alakaluf